# De Koperen Ploeg
De Koperen Ploeg is een coöperatieve boot- en stuurliedenvereniging gevestigd in het Westelijk Havengebied in Amsterdam. De werkzaamheden bestaan 24/7 uit:
- Veilig meren en ontmeren van zeeschepen
- Vervoer en opslag van proviandering
- Douane service
- Verhuur van boten met schipper
- Leveren van runners
- Zwaar transport over water
- Assistentie bij calamiteiten
- Diverse andere additionele diensten

In IJmuiden is een vergelijkbare vereniging gevestigd, de Coöperatieve Vereniging van Vletterlieden (CVV). Zij verzorgen het afmeren in de sluizen en het begeleiden van de schepen naar de Hoogovens en andere bestemmingen in de IJmond.
De opening van het Noordzeekanaal in 1876 was het begin van de komst van de vletterlieden in de regio IJmond. In de regio waren in die tijd vier vletterliedenverenigingen actief, te weten: de Visploeg, de Gouden ploeg (die voornamelijk voor de Stoomvaart Mij. Nederland werkte) de Vriesploeg (werkte voor de KNSM) en de Koperen Ploeg was beschikbaar voor de overige schepen. De crisis van de dertiger jaren veroorzaakte een moordende concurrentie en in 1926 werd besloten om zich beter te organiseren en het oprichten van de Koperen Ploeg was een feit. In 1931 voegden zich nog meer ongeorganiseerde vletterlieden bij de Koperen Ploeg. Anno 2013 is alleen de Koperen Ploeg nog werkzaam in Amsterdam en op het Noordzeekanaal.
Voorheen leverde De Koperen Ploeg ook stuurlieden die het zeeschip via het Noordzeekanaal naar Amsterdam en terug naar IJmuiden brachten. Het passeren van de toenmalige Hembrug was hierbij een waar obstakel waarbij het om centimeters tussenruimte ging.
De houten vletten, die ter onderscheiding van de IJmuider vletten waren geschilderd, hadden de kleuren blauw - wit onder de boorden, de vletten werden voortbewogen door twee roeiriemen, maar meestal werd één riem gebruikt in een uitholling aan de achterkant van de vlet en door middel van het zogenaamde wrikken (een soort schroefbeweging) voortbewogen. Een tiental van deze vletten lagen in de Oude Houthaven bij de Tasmanstraat omdat de vletterlieden meestal in afwachting van schepen verbleven in de cafés in de buurt, bijvoorbeeld op de Houtmankade nummer 6 in café Berk en in het koffiehuis van de Geheelonthoudersbond aan de Tasmanstraat. 
In 1965 werd er in overleg met de gemeente en de scheepvaartvereniging Noord een einde gemaakt aan de combinatie vletterman-roerganger. Tot 1965 is er geroeid met de oude roeivletten maar die werden toen verkocht in Texel waar zij in de haven van Oudeschild hebben gelegen ten behoeve van de zeevisserij. Men werkte toen al met gemotoriseerde vletten, die regelmatig vernieuwd worden. In 1965 werd de Koperen Ploeg gehuisvest op Steiger 8 aan De Ruyterkade naast de Tolhuispont, en na 10 jaar werd de locatie het Westerhoofd in de Coenhaven, en daar vierde men het 50-jarig bestaan. Sinds 19 juni 1998 heeft de vereniging een nieuw onderkomen aan de Capriweg in de Westhaven. In 2001 bestond de Koperen Ploeg 75 jaar. Er waren toen 50 mensen werkzaam.
Bekende en vooraanstaande vletterlieden waren tussen 1930 en 1950: Toon Meeuwenoord, Simon Meeuwenoord, IJsbrand Buys, Gerrit de Rover, Dirk en Ko Arens, Nelis Vismans en  Frans Naaraat.

## Documentaire
- De Koperen Ploeg. Kristie Stevens, Nederland, 2005. Met muziek van Accordéon Mélancolique.